# تيم هيغينز
تيم هيغينز هو لاعب هوكي الجليد كندي، ولد في 7 فبراير 1958 في أوتاوا في كندا.

## وصلات خارجية
- تيم هيغينز على موقع دوري الهوكي الوطني (الإنجليزية)
- تيم هيغينز على موقع EliteProspects.com (الإنجليزية)
- تيم هيغينز على موقع HockeyDB.com (الإنجليزية)
- تيم هيغينز على موقع Hockey-Reference.com (الإنجليزية)